# Theriimorpha
Theriimorpha je klada sisara definisana tako da obuhvata sve sisare koji su srodniji sa terijanima (uključujući placentale i torbare) nego sa monotremima. Eutriconodonta se obično svrstava među najbazalnije članove ove grupe, sa drugim članovima koji su bliži terijanima kao što su Allotheria smeštenim u podkladu Theriiformes, iako je Eutriconodonta takođe pronađena kao manje blisko povezana sa terijanima nego što su monotremi u nekim analizama, što ih stavlja van krunske grupe  Mammalia. Za neobičani kasnojurski kopajući rod sisara Fruitafossor takođe se sugeriše da su bazalni terimorfi.

## Spoljašnje veze
- Aron Ra - "Systematic Classification of Life (episode 25) - Theriimorpha / Theriiformes"